# Красная райская птица
Красная райская птица (лат. Paradisaea rubra) — птица отряда воробьинообразных из семейства райских птиц (Paradiseaidae). Эндемичный обитатель влажных лесов Западной Новой Гвинеи (Индонезия).

## Внешний вид
Длина тела составляет около 30 см, длина крыла — 15—17 см, хвоста — 12 см. От других райских птиц она отличается золотисто-зелёным приподнятым перистым хохолком на задней части головы. Спина её тускло-серо-желтоватая. Горло тёмно-зелёного цвета. Грудь и крылья красно-бурые. Ноги красные. Самец ярче самки.